# Буркхард I фон Цоллерн
Буркхард I фон Цоллерн (нем. Burchard von Zollern; ранее 1025 — 1061) — граф фон Цоллерн, первый известный представитель Гогенцоллернов.

## Биография
Буркхард I фон Цоллерн родился ранее 1025 года. Скорее всего он был сыном Фридриха, графа из Сюлихгау, и Ирментруды, дочери Буркхарда Нелленбургского.
Из-за своего имени Бурхарда часто связывают с Бурхардингами. По летописи монаха Бертольда из Райхенау, Буркхард был убит в 1061 году.

## Брак и дети
Жена Анастасия фон Райнфельден. Сын:
- Фридрих I (ум. до 1125), граф Цоллерна с 1061 года.